# Poppenspeler

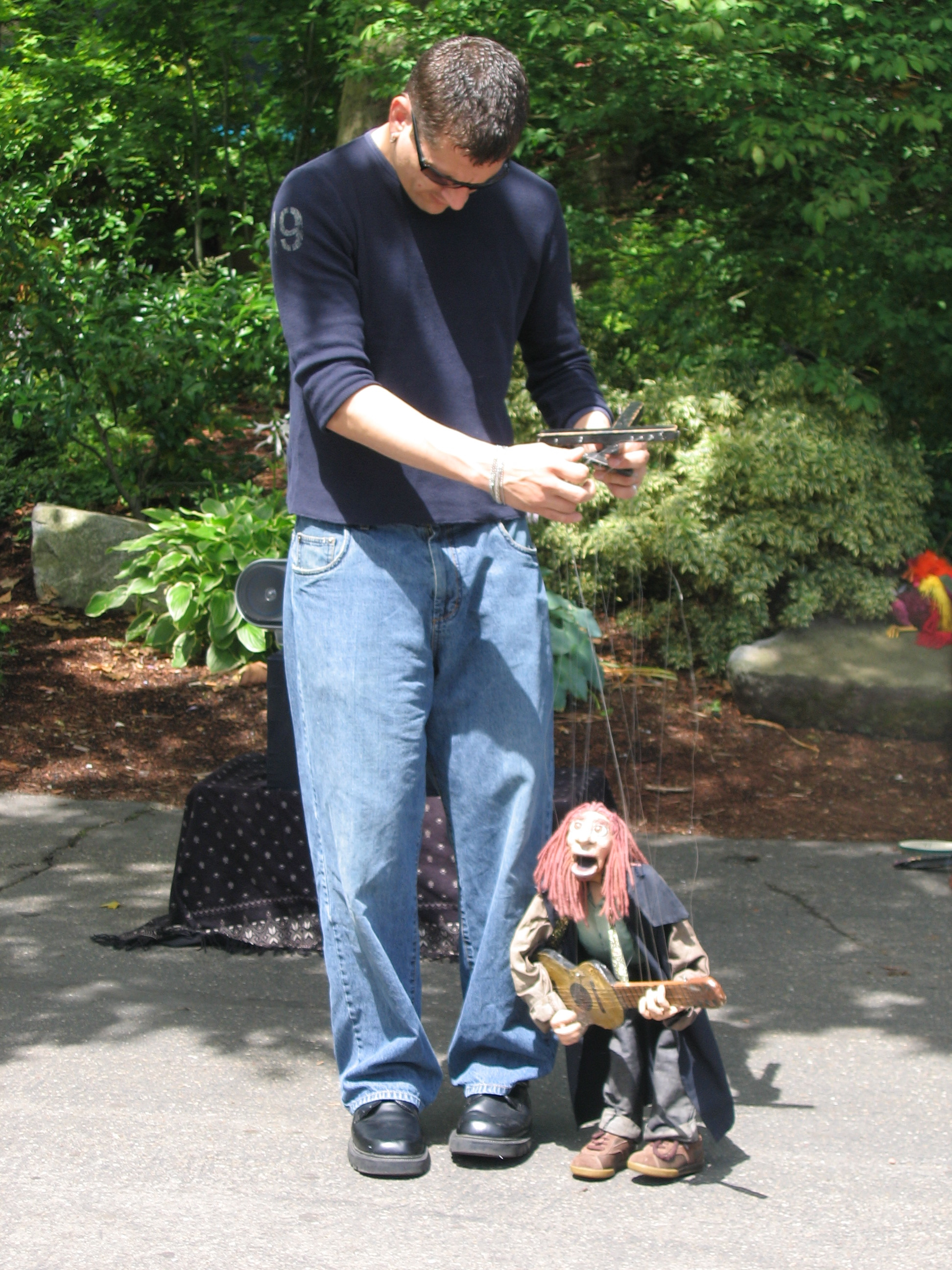
Een marionetspeler op straat in Seattle

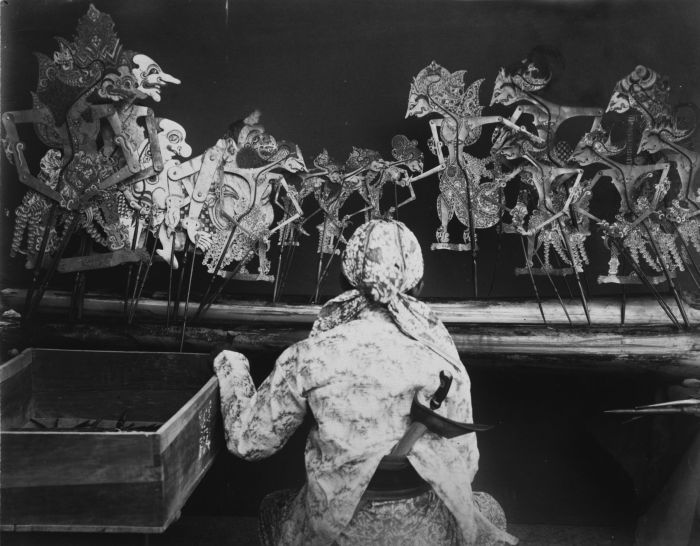
Een poppenspeler tijdens een wayang kulit voorstelling, Wereldmuseum Amsterdam, ca. 1870-1892

Een poppenspeler is een persoon die als beroep een pop bespeelt. Dit kan inhouden dat die persoon zich in de pop bevindt (voorbeelden hiervan zijn Pino en de Teletubbies) of dat de pop met de handen bestuurd wordt. Zo kan dat een vingerpopje, een handpop of een marionet zijn.
Een veel gehoorde versimpeling van het werk van een poppenspeler is dat hij (louter) de stem inspreekt van zijn pop. Zo zou de Amerikaanse poppenspeler Kevin Clash bijvoorbeeld de stem zijn van het personage Elmo. Dit is slechts ten dele waar. Hij verzorgt immers niet alleen de stem, maar beweegt daarnaast de pop van top tot teen. Met andere woorden: een stemacteur gebruikt enkel zijn stem, de poppenspeler heeft daarnaast zijn lichaam nodig om zijn werk te kunnen doen. Kevin Clash is derhalve de poppenspeler van Elmo en Hein Boele spreekt de (Nederlandse) stem in van de pop.
De meeste poppenspelers werken in een poppentheater, zie ook straattheater.

## Poppenspelers
- Jutta Balk
- Jozef van den Berg
- Henk Boerwinkel
- Feike Boschma
- Judith Broersen (Purk)
- Kevin Clash
- Pieke Dassen
- Fred Delfgaauw
- Slamet Gundono
- Jogchem Jalink
- Eva van Heijningen
- Jim Henson (Ernie, Kermit de Kikker, The Muppets)
- Frank Kooman
- Kermit Love
- Frans van der Meer
- Renée Menschaar (Pino)
- Jan Nelissen
- Margareta Niculescu
- Frank Oz (Grover, Miss Piggy)
- Aad Peters (Bulletje, Stekeltje)
- Bert Plagman (Tommie)
- Danny Verbiest (Samson)
- Max Verstappen
- Catherine van Woerden (Ieniemienie)

## Afbeeldingen

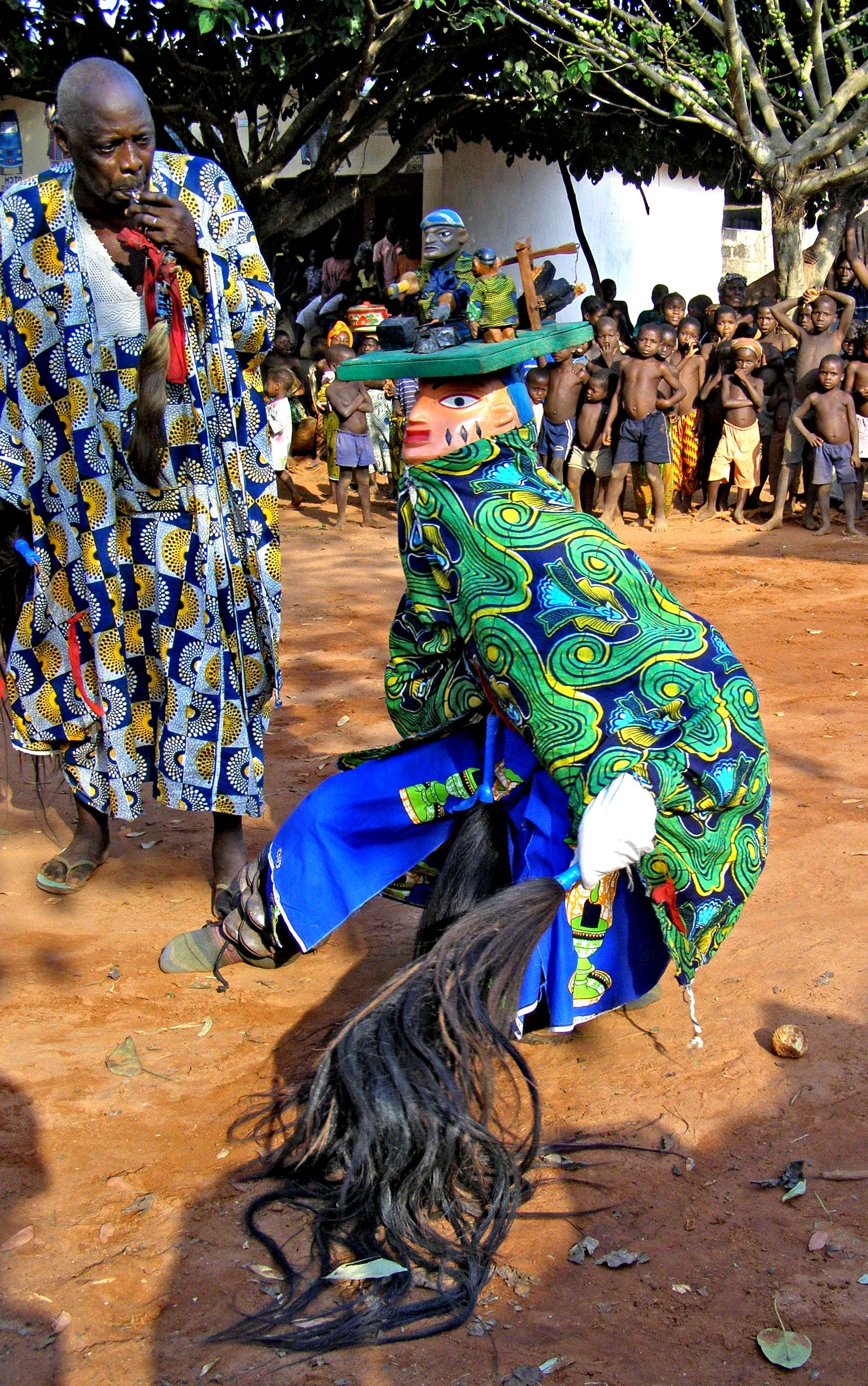
De marionetpoppen op het masker kunnen bewegen, Gelede
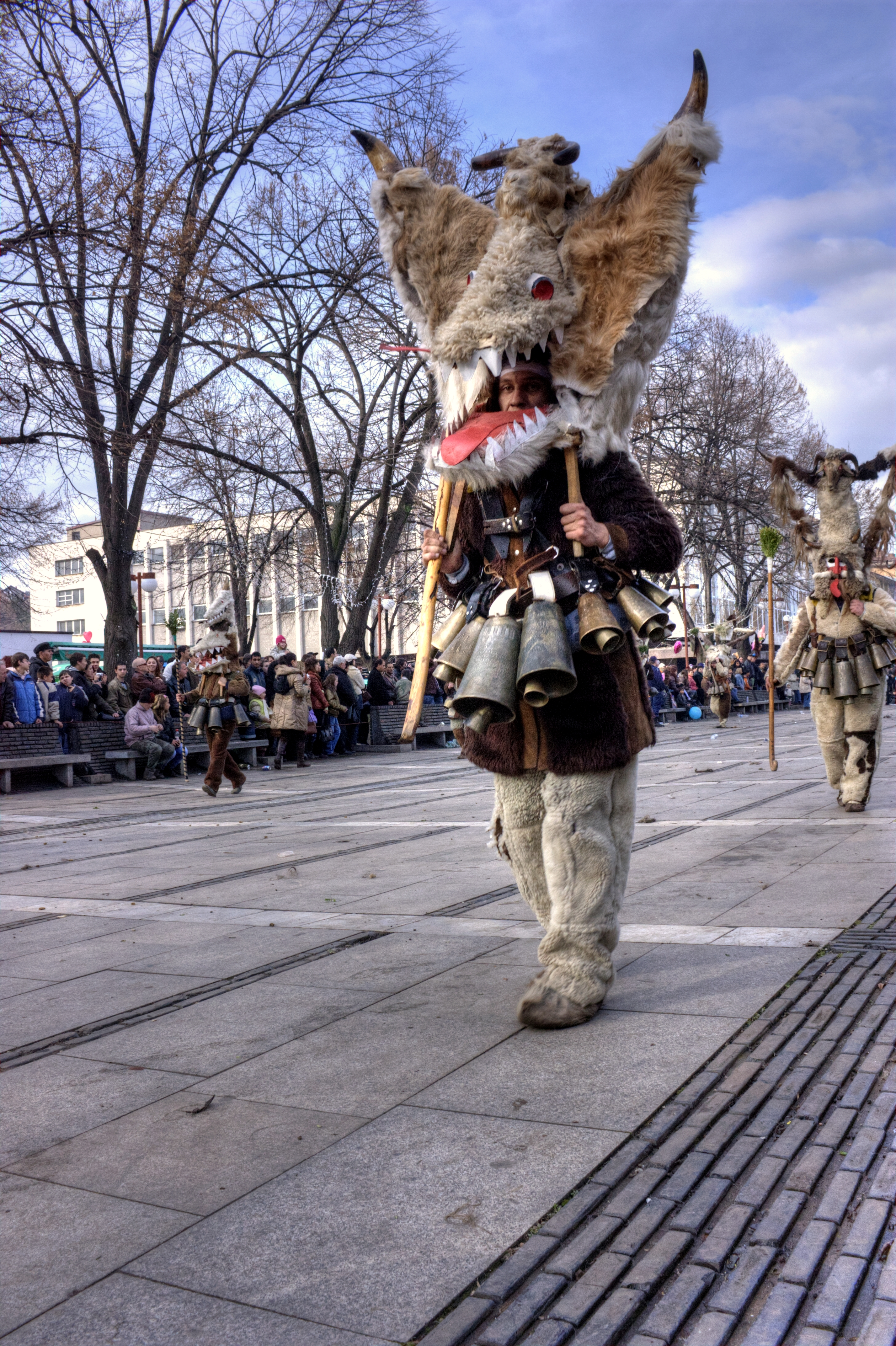
Kukeri
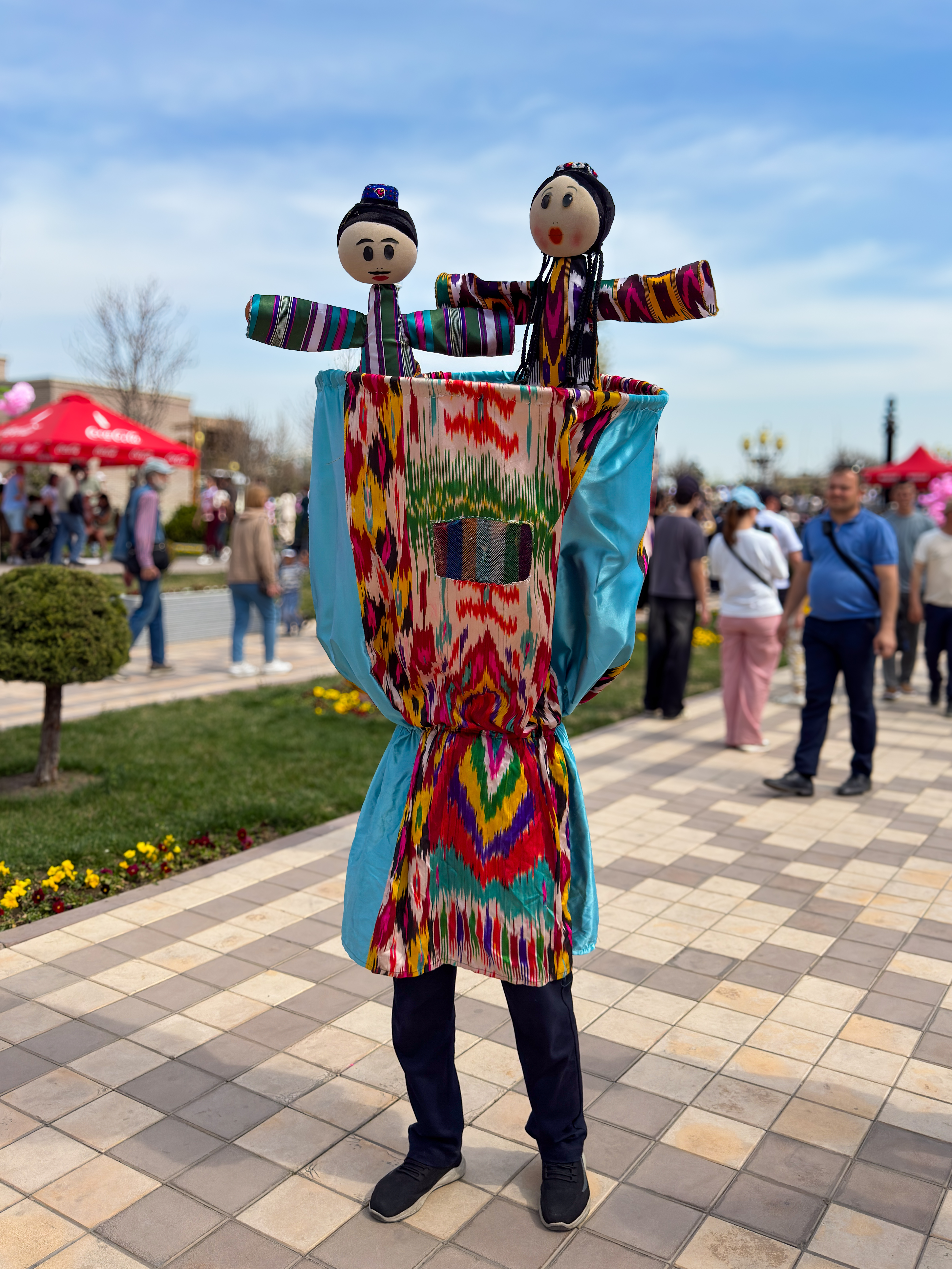
Poppenspeler tijdens Noroez
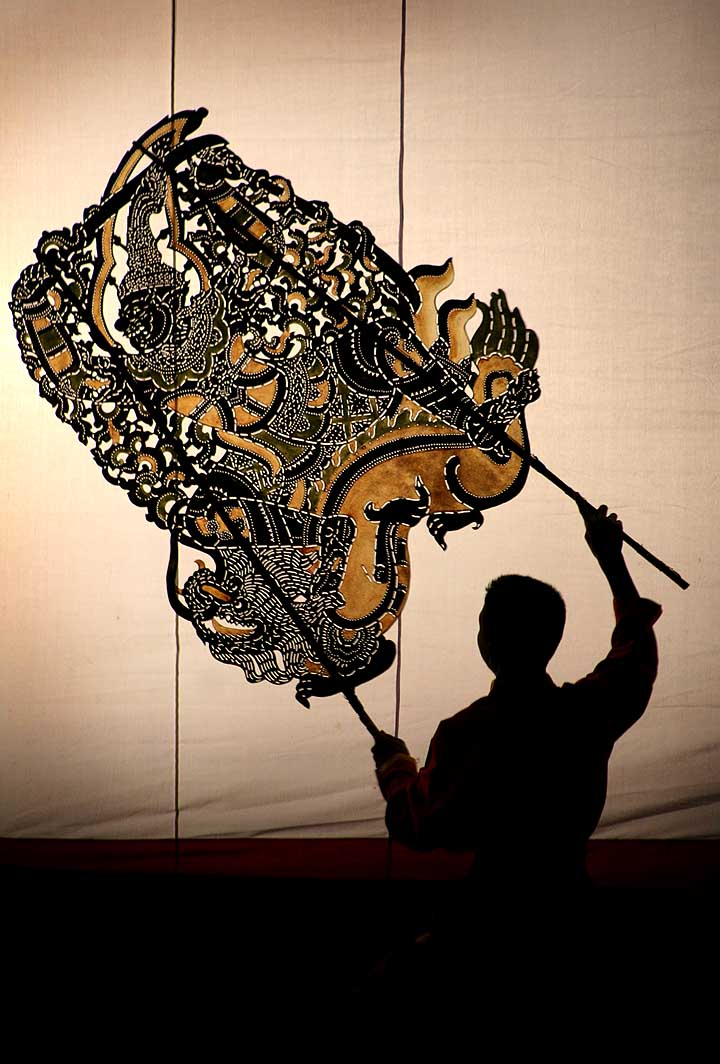
Poppenspeler met pop tijdens een Nang Yai-voorstelling (vergelijkbaar met Sbek Thom)
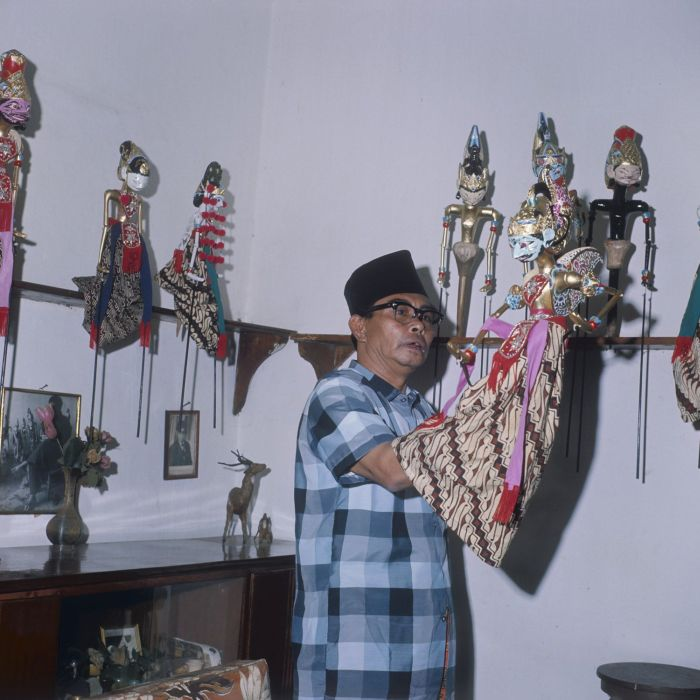
Poppenspeler (dalang, Javaans: dhalang) met wayang golek poppen, 1971
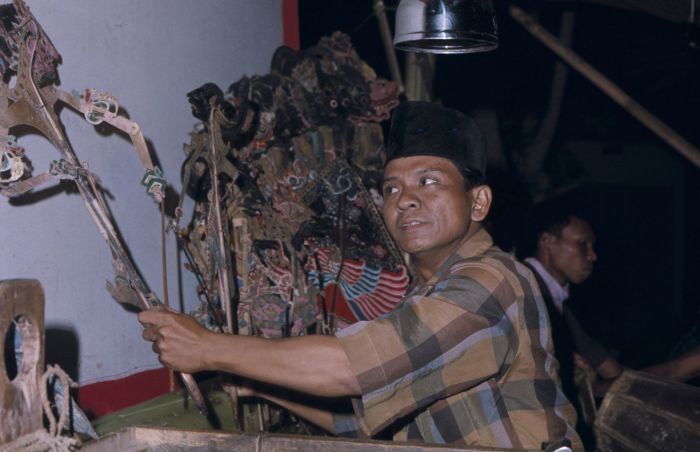
Een poppenspeler (dalang, Javaans: dhalang) tijdens een wayang kulit voorstelling, 1970
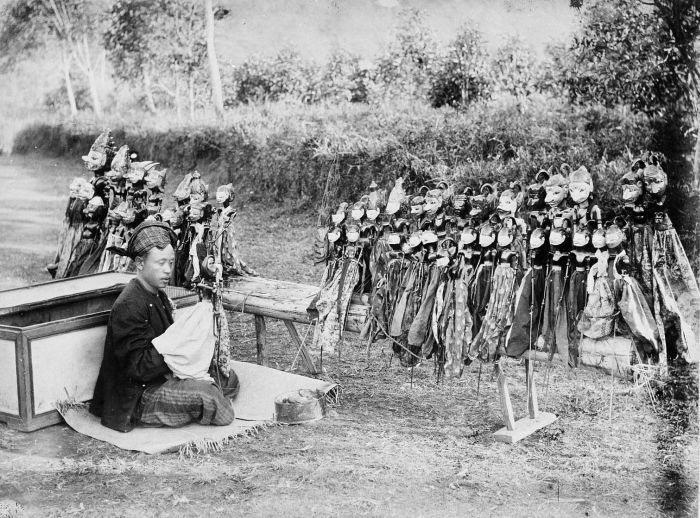
Een poppenspeler (dalang, Javaans: dhalang) tijdens een wajang golek voorstelling, 1880-1910
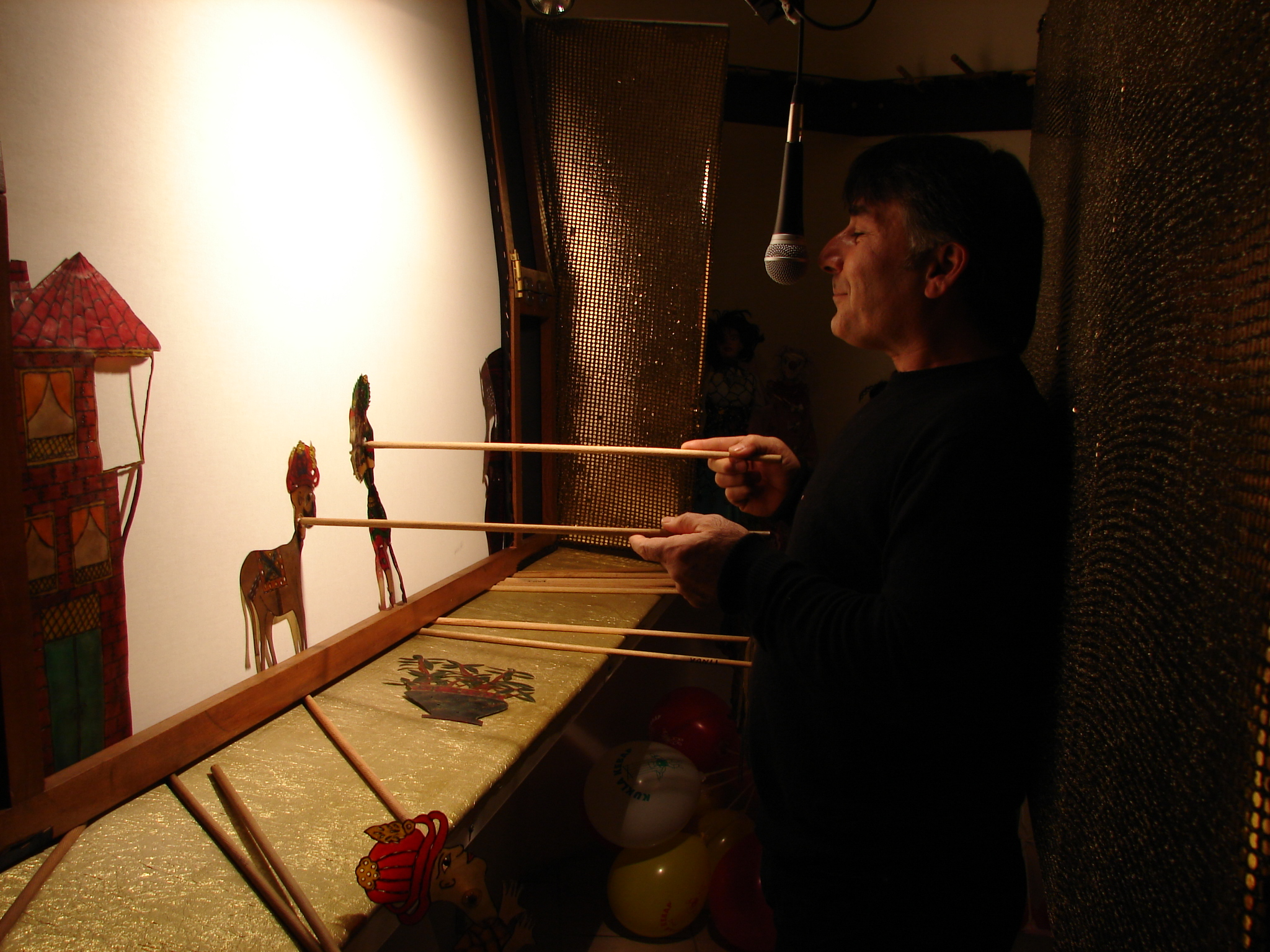
Poppenspeler (hayalî, Karagözcü or hayalbaz) bij Karagöz
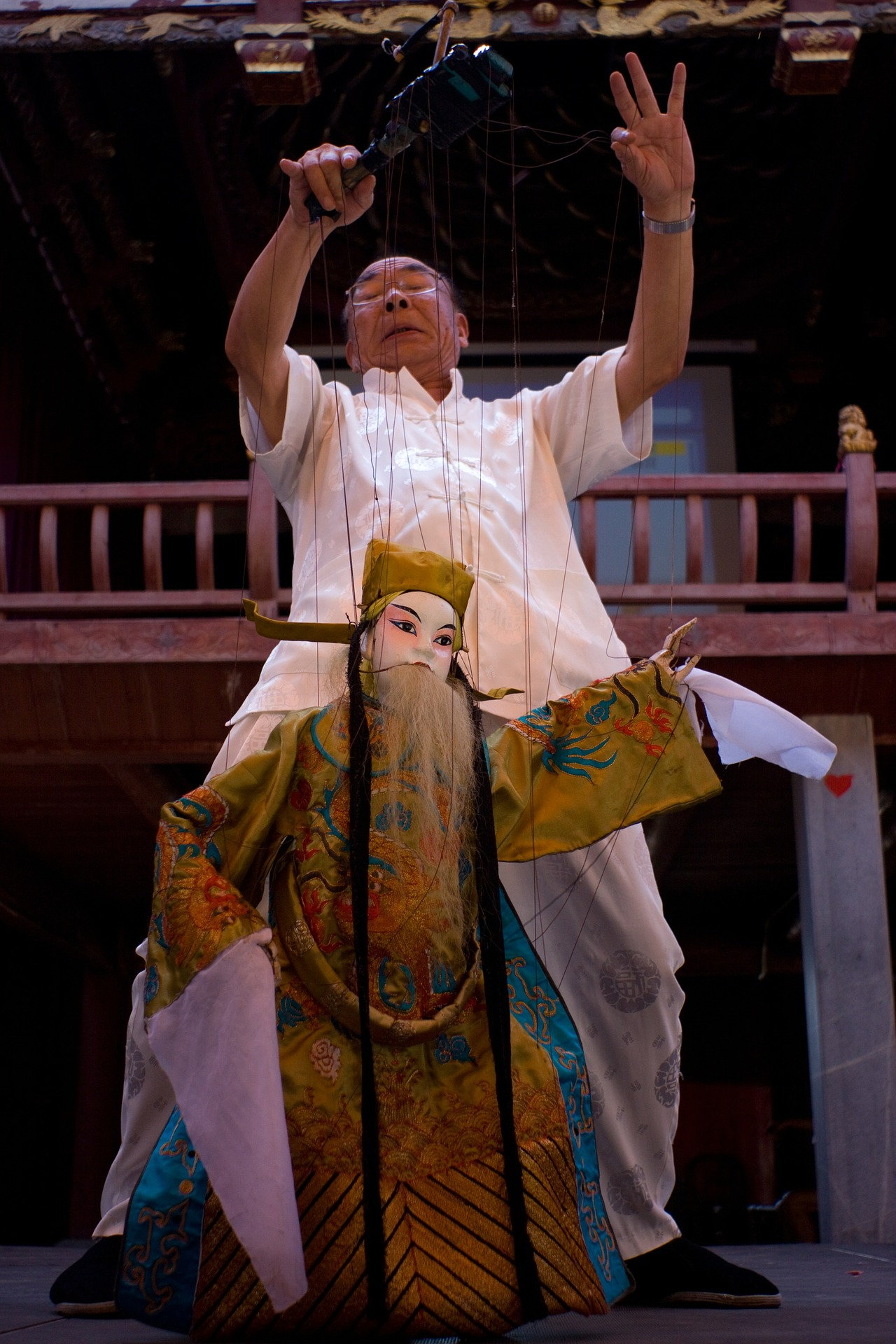
Chinese poppenspeler
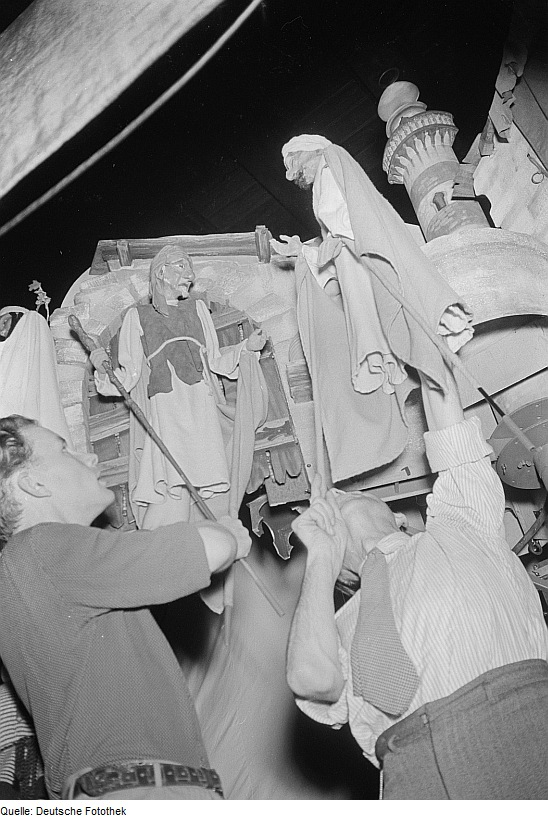
Poppenspeler Paul Hölzig en collega's tijdens een opvoering van Nasreddin Hodja
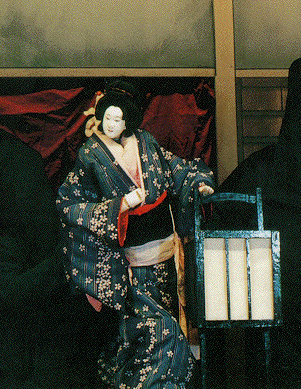
De poppenspelers (in zwart) zijn zichtbaar bij Bunraku
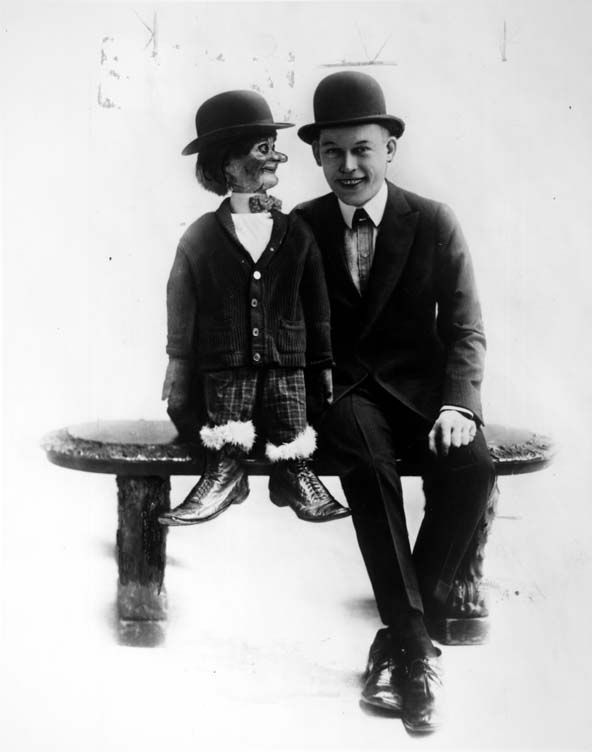
Poppenspeler Fred Allen met pop (beide dragen een bolhoed), ca. 1916
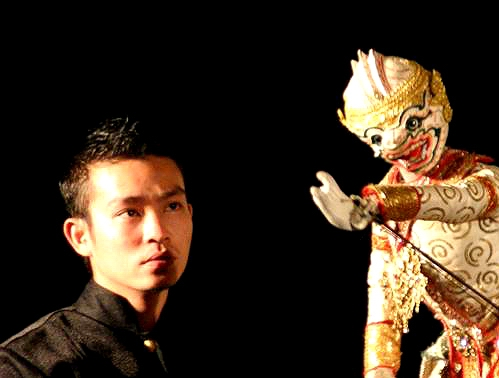
Thaise poppenspeler
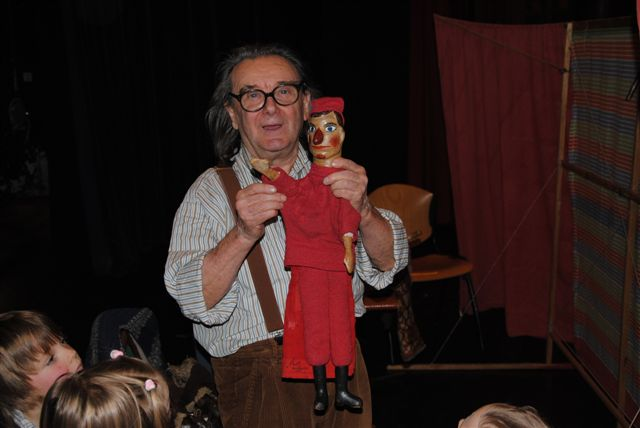
Henrik Kemény met zijn beroemde pop Vitéz László uit Hongarije
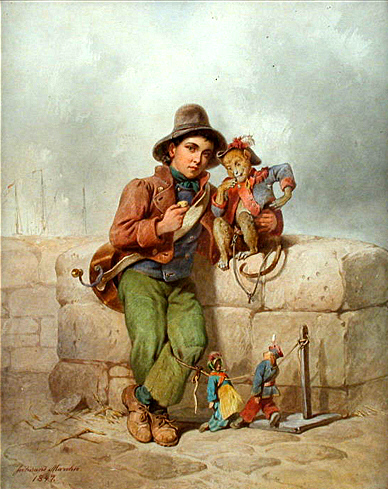
Jongen uit een reizend circus met aapje, draailier en dansende poppen, 1847
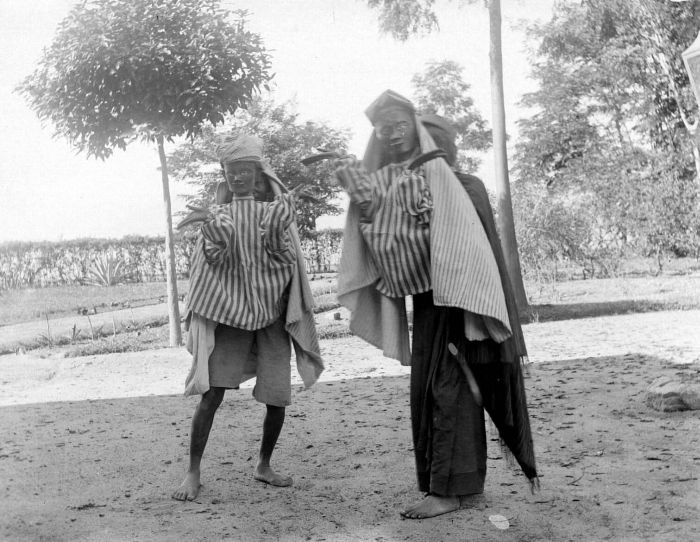
Twee mannen laten twee poppen dansen tijdens een religieuze Batakplechtigheid
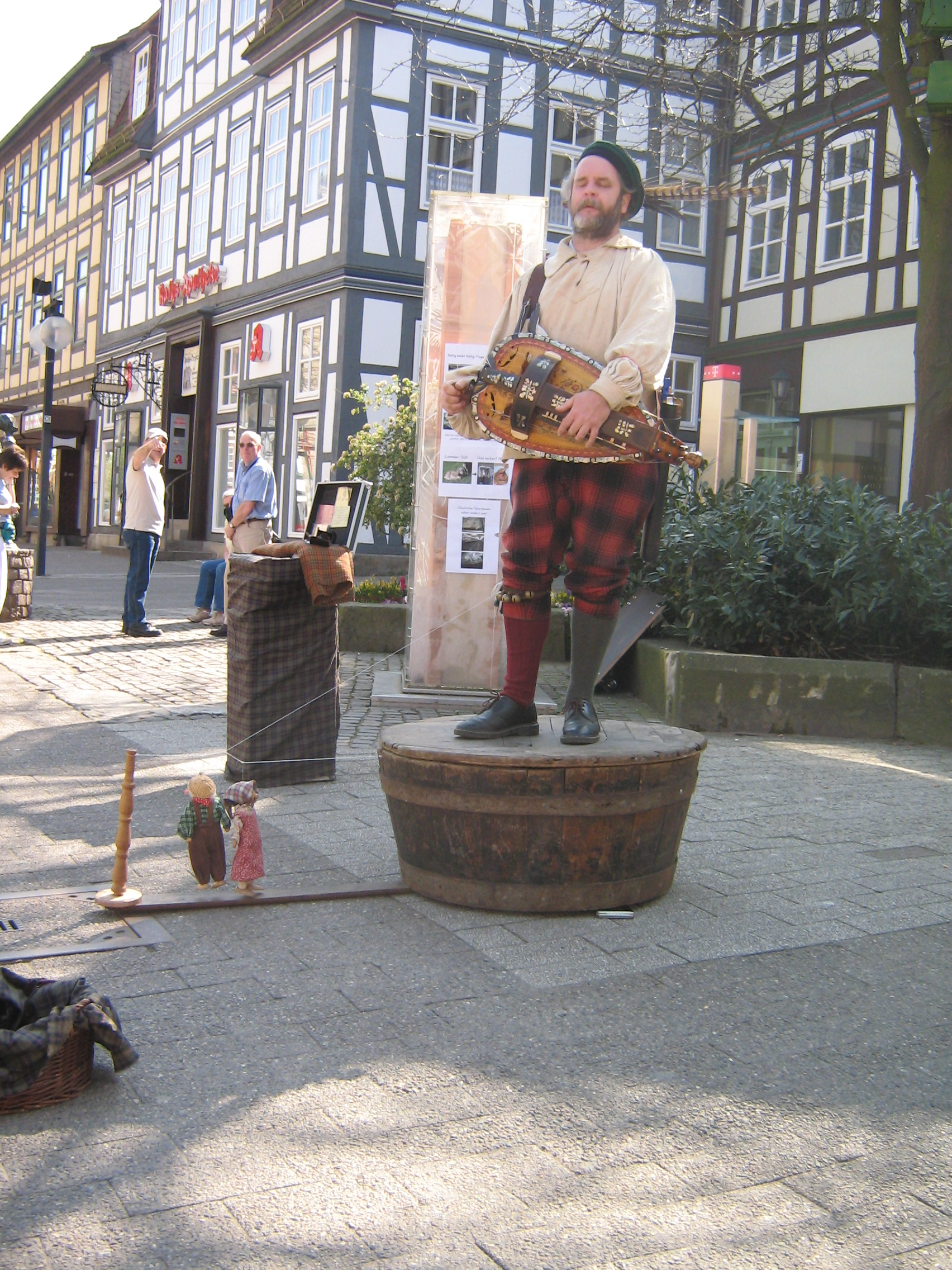
Een poppenspeler met marionetten in de binnenstad van Hamelen
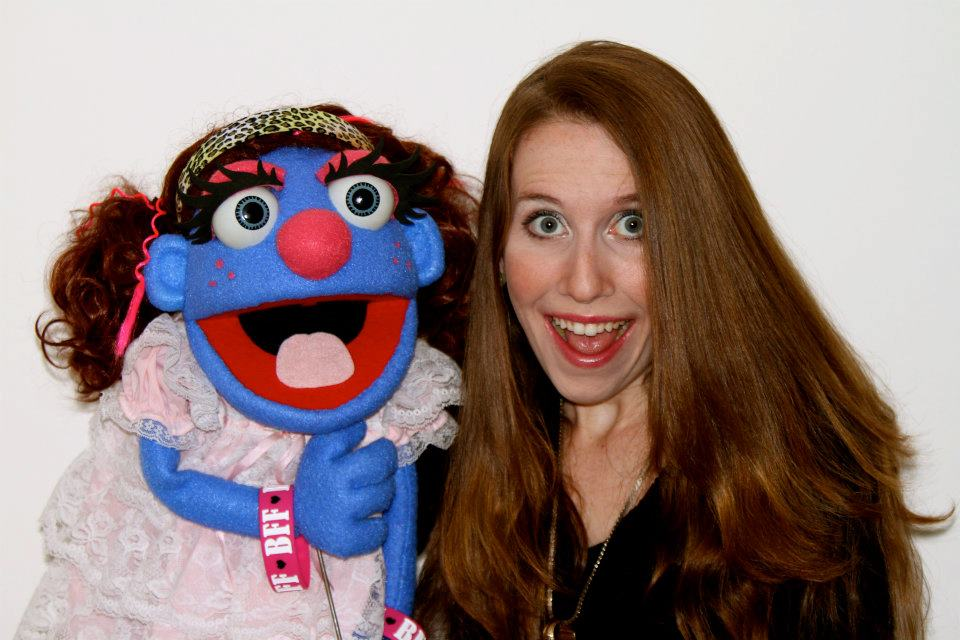
Amerikaanse poppenspeler Leslie Madeline Fleming, de schepper van Bleeckie.
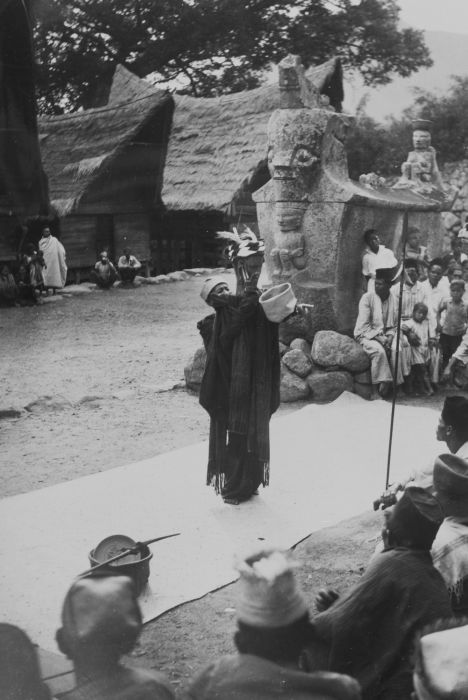
Si galegale is een houten pop die tijdens een dodenfeest de nakomelingen representeert van een man die zonder nageslacht is. Stierf een man zonder nageslacht of waren zijn kinderen vóór hem gestorven, dan kon het geweeklaag en de begrafenis niet volgens de adat doorgevoerd worden, met als gevolg dat de geest van de dode in het dodenrijk een ondergeschikte positie zou innemen. Met behulp van de pop kon er wel een begrafenis gehouden worden volgens de adat.
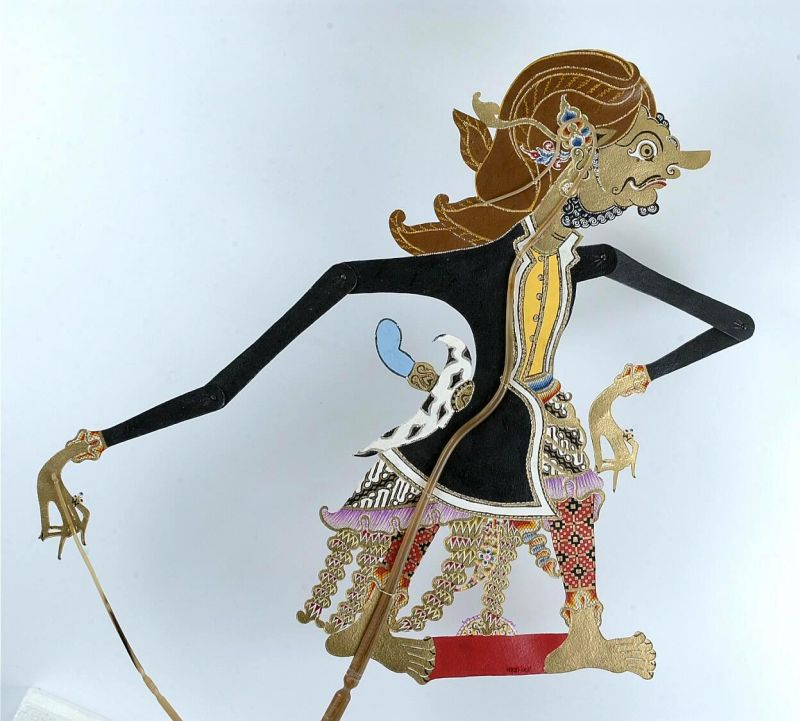
Wajangpop van karbouwenhuid, voorstellende 'Eerste Minister Danurejo IV 1825'. Wayang perjuangan heeft de naoorlogse politieke verwikkelingen en de Indonesische vrijheidsstrijd tot onderwerp. Patih Danurejo IV was eerste minister, een functie die ontstaan was uit een Javaans-Nederlands verdrag. Dus de macht van de eerste minister werd gedeeltelijk ontleend aan de aanwezigheid van de Nederlanders. Voor Diponegoro was de patih een vijand, omdat hij een stroman van de Nederlanders zou zijn.